# Grand Prix d'été de combiné nordique 2008
Navigation
2007 2009
L'édition 2008 du grand prix d'été de combiné nordique s'est déroulée du 29 août au 10 octobre 2008, en 3 épreuves disputées sur trois sites différents. Elle a été remportée par l'Autrichien Mario Stecher.
Les épreuves ont commencé en Allemagne, à Hinterzarten, se sont poursuivies à Oberstdorf puis terminées en Suisse, à Einsiedeln. Faits exceptionnels, le Grand Prix a eu lieu fin juillet-début août, et non un mois plus tard comme de coutume, et aucune épreuve ne s'est déroulée en Autriche.
| \| Hinterzarten Oberstdorf Einsiedeln \| Les trois sites de compétition |
| Hinterzarten Oberstdorf Einsiedeln                                      |

## Calendrier
| Date            | Type d'épreuve                      | Vainqueur     | Deuxième      | Troisième        | Leader du grand prix |
| 1. Hinterzarten |                                     |               |               |                  |                      |
| 26 juillet 2008 | Gundersen HS 108 / 16 km            | Georg Hettich | Bill Demong   | David Kreiner    | Georg Hettich        |
| 2. Oberstdorf   |                                     |               |               |                  |                      |
| 29 juillet 2008 | Épreuve individuelle HS 137 / 15 km | Mario Stecher | Jaakko Tallus | Anssi Koivuranta |                      |
| 3. Einsiedeln   |                                     |               |               |                  |                      |
| 1er août 2008   | Épreuve individuelle HS 117 / 10 km | Ronny Heer    | Mario Stecher | David Kreiner    | Mario Stecher        |

## Classement
| Rang | Athlète          | Points |
| ---- | ---------------- | ------ |
| 1.   | Mario Stecher    | 202    |
| 2.   | Anssi Koivuranta | 160    |
| 3.   | Ronny Heer       | 151    |
| 4.   | Georg Hettich    | 142    |
| 5.   | David Kreiner    | 140    |
| 6.   | Bill Demong      | 137    |
| 7.   | Eric Frenzel     | 114    |
| 8.   | Seppi Hurschler  | 98     |
| 9.   | Matthias Menz    | 85     |
| 10.  | Jaakko Tallus    | 80     |